# Si no estás (canción de El sueño de Morfeo)
«Si no estás» es el primer sencillo del tercer álbum de El sueño de Morfeo, Cosas que nos hacen sentir bien.

## Videoclip
El videoclip fue grabado y producido en Los Ángeles. Será el único videoclip grabado allí.

## Promusicae
| Posición | 32 | 33 | 31 | 31 | 14 | 11 | 9 | 8 | 9 | 13 | 16 | 14 | 15 | 18 | 22 | 21 | 21 | 27 | 35 | 29 | 35 | 29 | 43 |

Consiguió disco de oro (+20.000) en descargas digitales.

## Composición
La canción está compuesta por Raquel del Rosario Macías y Juan Luis Suárez.